# Балистичка ракета средњег домета
Балистичка ракета средњег домета (БРСД) је врста балистичких ракета са дометом средње даљине, ова класификација зависи од стандарда које употребљавају различите организације (државе). У оквиру америчког министарства одбране , одређено је да ракете средњег домета поседују домет између 1 000 и 3 000 km.
У модерној терминологији, БРСД представљају део шире групације тзв. Бојишних балистичких ракета, које обухватају све балистичке ракете са дометом мањим од 3 500 km.

## Врсте БРСД-а по земљама
- Агни II (2,000–3,000 km)  Индија
- Шахен-III[2](2,750 km) Пакистан[3]
- Шахен-II (2,500 km)  Пакистан[4][5]
- Агни I (700–1,250 km)  Индија
- Гаури-I (1,200 km)  Пакистан
- Гаури -II (1,800 km) (Пакистан)  Пакистан
- Шахен-I (750 km)  Пакистан
- Шахен-IA (1,500 km) (Пакистан)  Пакистан
- ДФ-2 (1,250 km)  Кина
- DF-21 (1,700+ km)  Кина
- Јерихон II (1,300 km)  Израел
- Родонг-1 (900–1,300 km)  Северна Кореја (минимални домет)
- Родонг-2  Северна Кореја (минимални домет)
- РД-Б Мусудан  Северна Кореја (минимални домет)
- КН-11  Северна Кореја (минимални домет)
- KN-08  Северна Кореја (минимални домет)
- Гадр-110 (2,000–3,000 km)  Иран
- Шахаб-3 (2,100 km)  Иран
- Фаџр-3 (2,500 km(процена))  Иран
- Ашура (2,000–2,500 km)  Иран
- Сајџил (2,000–2,500 km)  Иран
- Р-5 (1,200 km)  СССР
- Р-12 (2,100 km)  СССР
- ПГМ-19 Јупитер (2,410 km)  САД
- МГМ-31 Першинг (1,770 km)  САД
- ССБС С1  Француска